# Cassique de Cassin
Psarocolius cassini
Espèce
Statut de conservation UICN

 VU  : Vulnérable
Répartition géographique
Synonymes
Gymnostinops cassini
Le Cassique de Cassin (Psarocolius cassini ) est une espèce d'oiseau de la famille des ictéridés.

## Distribution
Le Cassique de Cassin est endémique de Colombie. C'est une espère rare qui n’a été observée qu’à quelques endroits dans le nord-ouest de la Colombie. 

## Habitat
Cette espèce retrouve peuple les forêts des basses terres et les lisières forestières.

## Biologie
Peu d’information existe au sujet de sa biologie et son écologie.